# 華為Pocket S
华为Pocket S是華為於2022年11月2日推出的一款折疊手機，折疊方式為上下折叠，也是華為第二款纵向折叠屏手机和第六款折叠屏手机。該手機的屏幕為6.9英寸柔性屏，初始操作系統為鸿蒙操作系统 3.0。